# Kiểu số thực
Kiểu số thực là một kiểu dữ liệu được sử dụng trong chương trình máy tính để biểu diễn xấp xỉ một số thực. Do các số thực đều không đếm được, nên với một lượng thông tin hữu hạn, máy tính không thể biểu diễn số thực một cách chính xác. Thường thì để biểu diễn một số thực, máy tính sẽ sử dụng một hữu tỷ xấp xỉ tương đương.

### Số hữu tỷ
Kiểu dữ liệu tổng quát nhất để lưu trữ số hữu tỷ gồm có một tử số và một mẫu số dưới dạng nguyên. Xem kiểu số nguyên.

### Số thực dấu phẩy tĩnh
Kiểu dữ liệu "số thực dấu phẩy tĩnh" giả thiết tồn tại một mẫu số cho trước cho mọi số. Mẫu số ở đây thường là một lũy thừa của hai. Ví dụ: trong một hệ thống có mẫu số là 65.536 (216), số thập lục phân 0x12345678 biểu diễn 0x12345678/65536, 305419896/65536, 4660 + 22136/65536, hoặc khoảng 4660,33777. Xem Số thực dấu phẩy tĩnh.

### Số thực dấu phẩy động
Kiểu "số thục dấu phẩy động" là một kiểu kết hợp giữa tính linh hoạt của kiểu số hữu tỷ và tốc độ xử lý của số dấu phẩy tĩnh. Nó sử dụng một số bit trong kiểu dữ liệu để biểu diễn mẫu số dưới dạng một lũy thừa của hai. Xem Số thực dấu phẩy động và IEEE 754: chuẩn dấu phẩy động.